# Hej! Kto Polak na bagnety!!
Hej! Kto Polak na bagnety!! – plakat propagandowy z 1920 autorstwa polskiego rysownika Kamila Mackiewicza znajdujący się w zbiorach Muzeum Wojska Polskiego w Warszawie.
Plakat o silnym wymiarze propagandowym nawołujący do zjednoczenia się wszystkich grup społecznych w walce zbrojnej o wspólną polską sprawę pochodzi z okresu wojny polsko-bolszewickiej.

## Opis
Plakat przedstawia trzech mężczyzn (od lewej: chłopa, żołnierza i robotnika) ujętych od pasa w górę którzy przedzierają się przez zarośla. Chłop swoim wyglądem i kosą bojową trzymaną w prawej ręce nawiązuje do formacji kosynierów z okresu insurekcji kościuszkowskiej. Żołnierz ma na sobie rogatywkę wz. 1919 i kurtkę mundurową – karabin zakończony bagnetem trzyma oburącz. Robotnik ubrany w fartuch fabryczny trzyma w uniesionej prawej ręce granat trzonkowy. W tle za mężczyznami widać kłęby dymu, unoszący się w powietrzu pył oraz łuny wybuchających pocisków.
Tytuł plakatu nawiązuje swym przekazem do refrenu polskiej pieśni patriotycznej „Warszawianki 1831 roku”.